# جيمي موراي (لاعب كرة قدم)
جيمي موراي (بالإنجليزية: Jimmy Murray)‏ (9 يونيو 1880 في المملكة المتحدة - 29 أكتوبر 1933 بغلاسكو في المملكة المتحدة) هو لاعب كرة قدم بريطاني (وحمل سابقاً جنسية المملكة المتحدة لبريطانيا العظمى وأيرلندا) في مركز الهجوم. لعب مع أستون فيلا وبرمنغهام سيتي ونادي واتفورد ونادي كيترينغ تاون وAyr F.C. ‏ وWellingborough Town F.C. ‏.